# Schizocosa mimula
Schizocosa mimula är en spindelart som först beskrevs av Willis J. Gertsch 1934.  Schizocosa mimula ingår i släktet Schizocosa och familjen vargspindlar. Inga underarter finns listade i Catalogue of Life.